# Överklinten
Överklinten är en by och småort i Bygdeå socken i Robertsfors kommun belägen i Rickleåns älvdal i Västerbottens kustland, 12 km från Robertsfors, mellan Skellefteå i norr och Umeå i söder. 
Byn har en tradition av många generationer av uppodling och landskapet är än idag ett utpräglat jordbrukslandskap. I byn ligger Överklintens kyrka.
Vid Rickleån i byn ligger Överklintens kvarn, vars nuvarande byggnad uppfördes efter en brand på 1920-talet. Byggnaden restaurerades i början av 2000-talet och används nu som hotell och restaurang. Folkets hus byggdes ursprungligen i Laver och flyttades ner till Överklinten när Laver revs i slutet av 1940-talet. Innan skolan i Överklinten lades ner, användes byggnaden även som gymnastiksal och numer som teater- och samlingslokal.